# Roberto Carneiro
Roberto Artur da Luz Carneiro GCIH • GCIP (Cascais, Cascais, 10 de maio de 1947) é um engenheiro, professor e político português, de origem macaense. Foi ministro da Educação no primeiro governo liderado por Cavaco Silva e, antes, secretário de Estado da Administração Regional e Local e secretário de Estado da Educação nos governos da Aliança Democrática.

## Biografia
É licenciado em Engenharia Química, pelo Instituto Superior Técnico, e mestre em Economia de Recursos Humanos, pela Universidade de Ulster, na Irlanda do Norte. É também doutor Honoris Causa em Ciências da Educação e presentation fellow do King's College London, pertencente à Universidade de Londres. É ainda doutor Honoris Causa em Educação pela Universidade Aberta e em Ciências Humanas pela Universidade Católica Portuguesa.
Iniciou a sua intervenção pública ainda estudante, como diretor do jornal universitário Tempo (1965-1970). É professor associado da Faculdade de Ciências Humanas da Universidade Católica Portuguesa (UCP) e presidente do Instituto de Ensino e Formação à Distância, tendo sido presidente do Centro de Estudos dos Povos e Culturas de Expressão Portuguesa da UCP. Anteriormente, foi assistente do Instituto Superior Técnico (1970-1974), diretor-geral e diretor de serviços do Ministério da Educação (1973-1979) e adjunto do Ministro dos Negócios Estrangeiros do IV Governo Constitucional, João de Freitas Cruz (1978).
Entre as décadas de 1980 e 90, foi membro de três Governos Constitucionais portugueses — foi Secretário de Estado da Educação do VI Governo Constitucional (1980-81), Secretário de Estado da Administração Regional e Local do VIII Governo Constitucional (1981-83) e Ministro da Educação do XI Governo Constitucional (1987-91). Enquanto ministro da Educação, tutelava também a Direção-Geral dos Desportos, acerca da qual decorreu um processo judicial, na sequência do qual chegou a ser acusado do crime de peculato e de violação das normas de execução orçamental, por ter assinado despachos que autorizavam o pagamento de 150 mil contos em subsídios e compensações remuneratórias à antiga Direção-Geral dos Desportos. No entanto, invocou o estatuto de titular de cargo político para obter a separação dos processos e conseguiu a absolvição. Chegou a apresentar uma exposição ao então procurador-geral da República, José Souto de Moura, queixando-se da atuação "persecutória, arbitrária e totalitária" da procuradora responsável pelo processo judicial, a qual apresentou uma queixa-crime contra Roberto Carneiro por denúncia caluniosa. A queixa-crime da procuradora foi considerada improcedente pelo Tribunal Criminal de Lisboa e Roberto Carneiro foi absolvido.
A nível internacional, exerceu funções como examinador, perito ou consultor de organizações como a UNESCO, o Banco Mundial, a OCDE ou o Conselho da Europa, em domínios como a educação e política educativa, cooperação para o desenvolvimento, governação e administração pública. Foi ainda diretor da Revista Colóquio/ Educação e Sociedade (1977-1999) e membro do Conselho Geral (1997-2001) da Fundação Calouste Gulbenkian, presidente do Instituto Fontes Pereira de Melo (1983-1986), presidente do Conselho de Administração da Fundação Escola Portuguesa de Macau (1998-2004), presidente da Comissão de Apoio ao Planeamento e Implantação da Universidade Católica de Angola (desde 1991), presidente do Conselho de Administração da TVI (1992-1996), vice-presidente do Fórum Sociedadade da Informação (1995-1999) e do Bureau de Reflexão em Educação/Formação (1995-1998) da Comissão Europeia, presidente do Conselho Técnico-Científico da Casa Pia (2003-2004). Tem centenas de artigos científicos pubicados, foi responsável por dezenas de investigações e dirigiu várias enciclopédias.
A 8 de junho de 2009, foi agraciado com a Grã-Cruz da Ordem do Infante D. Henrique e a 10 de maio de 2017, por ocasião do seu 70.º aniversário, com a Grã-Cruz da Ordem da Instrução Pública.

## Funções governamentais exercidas
VI Governo Constitucional
- Secretário de Estado da Educação

VIII Governo Constitucional
- Secretário de Estado da Administração Regional e Local

XI Governo Constitucional
- Ministro da Educação

## Dados genealógicos
A sua mãe, Nydia Maria da Luz, nasceu em Macau (3 de setembro de 1923 – 3 de outubro de 2012) e o seu pai, Artur José dos Santos Carneiro, nasceu em Xangai (21 de julho de 1905 – 10 de outubro de 1963), mas ambos são macaenses, de origem portuguesa e chinesa.
Casou com Maria do Rosário Lopes Amaro da Costa, irmã de Adelino Amaro da Costa, e é pai de nove filhos e filhas, entre os quais a maestrina Joana Carneiro.

## Obras
- Identidade Nacional, Principia (5-2021)
- O Macaense - Identidade, Cultura e Quotidiano, Universidade Católica Editora (9-2019)
- Modernidade e Cruzamento de Saberes, Universidade Católica Editora (12-2006)
- Casa Pia de Lisboa - Um Projecto de Esperança, Principia (4-2005)
- A Educação Primeiro, Fundação Manuel Leão (4-2004)
- Fundamentos da Educação e da Aprendizagem, Fundação Manuel Leão (1-2003)
- A Educação do Futuro, O Futuro da Educação, em coautoria com José Luís Garrido, Edições Asa (4-1996)
- Portugal Os Próximos 20 Anos V Vol., Educação e Emprego em Portugal Uma Leitura de Modernização, Fundação Calouste Gulbenkian (4-1988)[7]